# Акшаули
Акшаули (каз. Ақшәулі, до 1977 г. — Знаменка, до 1994 г. — Аксауле) — село в Аягозском районе Абайской области Казахстана. Административный центр Акшаулинского сельского округа. Код КАТО — 633445100.

## Население
В 1999 году население села составляло 1768 человек (880 мужчин и 888 женщин). По данным переписи 2009 года, в селе проживало 1127 человек (572 мужчины и 555 женщин).